# Street Fighter Alpha 3
Street Fighter Alpha 3, известная в Японии и Азии под названием Street Fighter Zero 3 (яп. ストリートファイターZERO 3 Сутори: то Файта: Дзэро Сури) — мультиплатформенная видеоигра в жанре файтинг из серии Street Fighter, изначально выпущенная компанией Capcom на аркадных автоматах (система CPS-2) в июне 1998 года. Это третья игра в подсерии Alpha, следующая за Street Fighter Alpha и Street Fighter Alpha 2. Главными особенностью SFA3 является полная переработка геймплея, который предложил игроку три разных режима боя, основанных на боевой системе Street Fighter Alpha (A-ism), Street Fighter Alpha 2 (V-ism) и Super Street Fighter II Turbo (X-ism). Также в игру введены несколько добавленных персонажей, новые музыкальные темы и арены для вернувшихся персонажей.

## Геймплей

### Режимы игры

Акума выполняет против Р. Мики спецприём тацумаки-дзанкукяку. Оба персонажа используют режим A-ism.

В домашние версии Alpha 3 с незначительными изменениями перешли все режимы из двух предыдущих игр и добавились несколько новых (смотри ниже).
- Survival Mode (рус. режим выживания) — секретный режим, присутствующий в аркадной версии и представляющий собой прохождение определённой группы бойцов, имея при этом одну и ту же шкалу здоровья, переходящую от боя к бою. Во время прохождения игры в этом режиме перед каждым следующим боем персонажу игрока даётся определённое количество здоровья.
- Final Battle (рус. режим финальной битвы) — секретный режим, также присутствующий в аркадной версии и представляющий собой одиночный бой с финальным оппонентом каждого персонажа. В домашних версиях режим становится доступен при прохождении аркадного режима игры на максимальной сложности.
- World Tour Mode (рус. режим мирового турне) — одиночное прохождение игры, оформленное в виде путешествия персонажа по всем локациям игры. Во время прохождения игры персонаж игрока набирает опыт (всего доступно 32 уровня), по мере увеличения которого он получает доступ к улучшениям для каждого из режимов боя и параметрам баланса персонажа, которые может изменить в перерывах между боями. Также, к некоторым персонажам доступ можно получить, только проходя их уровни в World Tour Mode.
- Entry Mode — дополнительный режим, позволяющий игроку использовать персонажа из World Tour Mode в некоторых других режимах игры (например, в аркадном режиме).

Режим одиночного прохождения в аркадном режиме игры состоит из боёв с десятью либо одиннадцатью компьютерными оппонентами. Пятый и девятый оппоненты являются сюжетными соперниками персонажа, бой с которыми может сопровождаться соответствующими диалогами до и после боя. Для большинства персонажей финальным оппонентом является М. Байсон, представленный в специальной вариации, официально называемой финальным Байсоном (англ. Final Bison) и выделяющейся главным образом усиленной версией суперприёма Psycho Crusher и особой энергетической шкалой. При игре за самого Байсона либо злого Рю, финальными оппонентами являются, соответственно, Рю и истинный Акума. Также, для некоторых персонажей бою с Байсоном могут предшествовать бои один-на-двух против охранниц Байсона Джуни и Джули, которые используют тот же боевой стиль, что и у Кэмми, либо с боксёром Балрогом.

### Боевая система
Боевая система в Alpha 3 в основных чертах действует по тем же правилам, что и предыдущей игре. Как и прежде, после выбора одного из доступных персонажей игроку предлагается сразиться в бою с соперником (компьютерным либо другим игроком) и одержать над ним победу, используя набор различных приёмов. Хотя все базовые функции, характерные для подсерии Alpha в целом, вернулись в Alpha 3, тем не менее, они были в некоторой степени пересмотрены. Был изменёны команды для задействования как бросков и захватов, так и контратаки из блока (Alpha Counter), требующих движения джойстика вперёд с нажатием равносильных кнопок атак рукой и ногой при атаке по блоку.
Главной же особенностью структуры геймплея SFA3 является разделение всей системы на три независимых боевых режима, которые игрок может выбрать после выбора бойца.
- A-ism (в японской версии Z-ism) — стандартный боевой режим, основанный на системе двух предыдущих игр и предлагающий игроку разделённую на три деления энергетическую шкалу, от степени заполненности которой зависит возможность проведения суперприёмов той или иной мощности; мощность суперприёма определяется нажатой при вводе атакующей кнопкой (например, у Кена для суперприёма сёрю-рэппа второго уровня при вводе нажимается кнопка средней атаки рукой). Некоторые суперприёмы могут требовать полностью заполненной энергетической шкалы, как сюн-гоку-сацу у Акумы либо сиппу-дзинрай-кяку у Кена.
- X-ism — базируется на системе Super Street Fighter II Turbo, включая одиночную энергетическую шкалу, после заполнения которой игрок может провести один определённый (но при этом мощный) суперприём. Кроме того, персонажи в режиме X-ism имеют более мощную защиту и усиленный урон, но при этом у них отсутствуют функции воздушного блока и контратаки из блока.
- V-ism — оригинальный режим, основанный на сильно модифицированной механике случайных комбо из SFA2; энергетическая шкала в этом режиме разделена на два деления по 50 %, в сумме образующих 100 %. В случае заполнения как минимум на 50 % игрок получает возможность запустить режим случайных комбо, вводя в бой повторяющих за персонажем игрока все движения «теней», причём от нажатого при запуске сочетания равносильных кнопок атаки рукой и ногой зависит скорость следования «теней» за персонажем. Кроме того, в режиме случайных комбо, в отличие от SFA2, персонаж игрока может свободно передвигаться. Однако, при атаке персонажа, находящегося в режиме случайных комбо, он автоматически отключается, а уровень заполнения шкалы сбрасывается до 50 %, либо полностью. Взамен на всё это, персонаж игрока не имеет возможности выполнять суперприёмы как таковые и наносит меньший урон.

Исходя из этого, игрок может по-разному вести бой одним и тем же персонажем. От выбора боевого режима может также частично либо полностью зависеть как расцветка, в которой появляется персонаж, так и вообще внешний вид. Например, Чунь Ли в режиме X-ism одета в оригинальный костюм из Street Fighter II и имеет знаменитый спецприём Spinning Bird Kick, в то время как у той же Чунь Ли в режиме A-ism этот спецприём отсутствует. Другой пример — М. Байсон, у которого в режиме X-ism имеется известный спецприём Psycho Crusher, который в режиме A-ism выделен в отдельный суперприём.
Также, в игру была введена шкала уровня защиты, самозаполняющаяся перед началом боя. Для каждого персонажа уровень защиты может быть различным. Уровень имеющейся защиты снижается каждый раз при атаке по блоку, и в случае длительного отсутствия атаки восстанавливается до исходного значения. Если же уровень защиты сведён к нулю, то происходит взлом защиты (англ. guard crash), сопровождаемый характерными звуком и анимацией, при которых персонаж противника становится в особую стойку, становясь беззащитным перед атаками персонажа другого игрока, при этом уровень защиты при заполненной шкале снижается.

## Персонажи
В SFA3 перешёл весь состав домашних версий предыдущей игры, включая Кэмми Уайт, для которой состоялось первое полноценное появление в играх серии после Super Street Fighter II Turbo. В Alpha 3 появилось несколько добавленных персонажей, в числе которых, в свою очередь, появилось несколько полностью новых персонажей. В домашних версиях игры и апдейтах для портативных приставок было добавлено ещё несколько персонажей, вследствие чего общее число персонажей в SFA3 MAX составляет 37 бойцов.

### Вернувшиеся персонажи
| Персонаж                            | Дебют                         | Озвучивающий актёр |
| ----------------------------------- | ----------------------------- | ------------------ |
| Рю                                  | Street Fighter                | Тосиюки Морикава   |
| Чунь Ли                             | Street Fighter II             | Юко Миямура        |
| Чарли                               | Street Fighter Alpha          | Тосиюки Морикава   |
| Кен Мастерс                         | Street Fighter                | Тэцуя Иванага      |
| Гай                                 | Final Fight                   | Тэцуя Иванага      |
| Бёрди                               | Street Fighter                | Ватару Такаги      |
| Содом                               | Final Fight                   | Ватару Такаги      |
| Адон                                | Street Fighter                | Ватару Такаги      |
| Роуз                                | Street Fighter Alpha          | Митико Нэйя        |
| Сагат                               | Street Fighter                | Синъитиро Мики     |
| М. Байсон (Вега в японских версиях) | Street Fighter II             | Томомити Нисимура  |
| Акума (Гоки в японских версиях)     | Super Street Fighter II Turbo | Томомити Нисимура  |
| Дэн                                 | Street Fighter Alpha          | Осаму Хосои        |
| Зангиев                             | Street Fighter II             | Ватару Такаги      |
| Далсим                              | Street Fighter II             | Ёсихару Ямада      |
| Роленто                             | Final Fight                   | Дзин Яманои        |
| Юань                                | Street Fighter                | Ватару Такаги      |
| Сакура                              | Street Fighter Alpha 2        | Юко Самамото       |
| Кэмми                               | Super Street Fighter II       | Акико Комото       |

### Добавленные персонажи

#### Добавленные в аркадной версии
| Персонаж                                | Дебют                    | Озвучивающий актёр |
| --------------------------------------- | ------------------------ | ------------------ |
| Э. Хонда                                | Street Fighter II        | Масаси Сугихара    |
| Бланка                                  | Street Fighter II        | Юдзи Уэда          |
| Вега (Балрог в японских версиях)        | Street Fighter II        | Юдзи Уэда          |
| Коди                                    | Final Fight              | Коити Ямадэра      |
| Карин                                   | первое появление в серии | Михо Ямада         |
| Р. Мика                                 | первое появление в серии | Дзюнко Такэути     |
| Балрог (Майк Байсон в японских версиях) | Street Fighter II        | Коити Ямадэра      |
| Джуни и Джули                           | первое появление в серии | Акико Комото       |

#### Добавленные в консольных версиях
| Персонаж                                          | Дебют                         | Озвучивающий актёр |
| ------------------------------------------------- | ----------------------------- | ------------------ |
| Ди Джей                                           | Super Street Fighter II       | Ёситада Оцука      |
| Фэй Лун                                           | Super Street Fighter II       | Косукэ Ториуми     |
| Громовой Ястреб                                   | Super Street Fighter II       | Сёдзо Иидзука      |
| Гайл                                              | Street Fighter II             | Тосихидэ Цутия     |
| Злой Рю                                           | Street Fighter Alpha 2        | Тосиюки Морикава   |
| Истинный Акума (Истинный Гоки в японских версиях) | Super Street Fighter II Turbo | Томомити Нисимура  |

#### Добавленные в портативных версиях
| Персонаж | Дебют               | Озвучивающий актёр |
| -------- | ------------------- | ------------------ |
| Игл      | Street Fighter      | Дзин Яманои        |
| Маки     | Final Fight 2       | Мики Нагасава      |
| Юнь      | Street Fighter III  | Кентаро Ито        |
| Ингрид   | Capcom Fighting Jam | Масако Дзё         |

## Версии
- Изначально игра была портирована на приставку PlayStation в 1998 году, где разошлась тиражом примерно в 1 миллион копий[4]. В этой версии спрайтовые спецэффекты ударов были заменены соответствующими им полигональными спецэффектами с целью большего фокусирования памяти приставки на анимации персонажей. Громовой Ястреб, Фэй Лун и Ди Джей (оставшиеся новые персонажи Super Street Fighter II, не присутствовавшие в аркадном релизе) были добавлены в состав персонажей. Балрог, Джуни и Джули были также добавлены в этот состав, имея собственные сюжетную линию и концовки. Злой Рю, истинный Акума и Гайл были добавлены как секретные разблокируемые персонажи для режима мирового турне (смотри выше). В японском релизе игры была включена возможность дополнительно использовать периферию PocketStation. В этой версии, истинный Акума является финальным оппонентом злого Рю в аркадном режиме, также как и финальным боссом режима мирового турне. Из-за ограничений оперативной памяти приставки, из всех специальных пар персонажей в режиме драматической битвы полноценную кампанию имеют только пары Рю, Кэна, Джуни и Джули, прочие могут быть использованы только для одного боя. Позднее, эта версия была переиздана для сетевого сервиса PlayStation Network в октябре 2011 года.
- Версия для Dreamcast вышла в 1999 году под названием Street Fighter Alpha 3: Saikyo-Dojo (Street Fighter Zero 3: Saikyō-ryū Dōjō в Японии) и использовала всю функциональность версии для PlayStation, но отличается от него некоторыми деталями режима мирового турне. В этой версии игры Гайл, злой Рю и истинный Акума изначально доступны для выбора и присутствует возможность игры за босс-версию Байсона как секретного персонажа. В игру была добавлена поддержка онлайн-режима, в котором игроки могли сравнивать свои достижения. Кроме того, в игру был добавлен режим Saikyo Dojo, где очень слабый персонаж игрока сражался против двух очень сильных компьютерных оппонентов. Версия для Dreamcast была переиздана в Японии в 2000 году под названием Street Fighter Zero 3: Saikyō-ryū Dōjō for Matching Service, которая была доступна для почтового заказа через службу Dreamcast Direct. Matching Service отличается от оригинала наличием полноценного сетевого мультиплеера в режиме Versus.
- Версия для Sega Saturn была выпущена для японского рынка в том же 1999 году, когда состоялся релиз игры для Dreamcast. Эта версия использует четырёхмегабайтный картридж оперативной памяти от Sega и использует всю функциональность версии для PlayStation, за исключением отсутствия трёхмерных спецэффектов при нанесении атак. Версия для Saturn использует дополнительную память из картриджа, чтобы обрабатывать большее количество кадров и спрайтов, а также для сокращения времени загрузок, что делает эту версию более совершенной, чем на PlayStation. В этой версии злой Рю, истинный Акума и Гайл, как и в версии для Dreamcast, изначально доступны для выбора также, как и присутствует возможность игры за босс-версию Байсона. В то время, как режимы мирового турне и выживания не отличались от имевшихся на PlayStation, режим драматической битвы претерпел значительные изменения, в числе которых возможность обратного прохождения режима с выбором трёх различных персонажей для прохождения. Кроме того, это единственный порт, в котором режим может быть пройден против всех имеющихся в игре персонажей. Для всех остальных версий этот режим ограничен боями с боссами.
- Street Fighter Zero 3 была переиздана для аркадных автоматов в Японии в 2001 году под названием Street Fighter Zero 3 Upper для аркадной системы NAOMI, базирующейся на аппаратных ресурсах приставки Dreamcast (а не системы CPS-2, на которой состоялся первоначальный аркадный релиз), и имеет всех добавленных персонажей с ранее выпущенных домашних версий. Также, игрок может использовать кастомизированные версии персонажей, вставив карту памяти VMU в соответствующий слот аркадного автомата.
- Версия игры для Game Boy Advance, разработанная студией Crawfish Interactive, была выпущена в 2002 году под названием Street Fighter Alpha 3 Upper на стартовом экране; по состоянию на 2003 год, игра разошлась тиражом в более чем 30 000 копий[5]. При выпуске порта из игры было удалено несколько уровней и музыкальных тем из предыдущих версий, хотя все персонажи присутствуют. Также, в игре появилось три добавленных персонажа: Игл из оригинальной Street Fighter, Маки из Final Fight 2 и Юнь Ли из Street Fighter III, причём все три персонажа вернулись из кроссовера Capcom vs. SNK 2, вышедшего в предыдущем году. Лишь для нескольких персонажей было полностью перенесено имевшееся озвучивание (так, разработчики подняли голос Кэна на более высокую тональность и использовали его в игре как голос Сакуры).
- Версия для PlayStation Portable, известная под названием Street Fighter Alpha 3 MAX (Street Fighter Zero 3 Double Upper в Японии), вышла в 2006 году и включает всех дополнительных персонажей из версии для GBA, а также Ингрид из кроссовера Capcom Fighting Jam. Эта версия почти полностью соответствует аркадной, в частности в плане качества анимации и времени загрузок (которые практически отсутствуют). Все добавленные персонажи в этой версии имеют собственные сюжетные линии. Загружаемая версия игры, доступная в магазине PlayStation Store, имеет более короткое время загрузок, чем дисковая.
- Компиляция Street Fighter Alpha Anthology (Street Fighter Alpha: Fighters' Generation в Японии) для PlayStation 2 также была выпущена в 2006 году. Компиляция содержит как оригинальную игру, доступную изначально, так и апдейт SFA3 Upper как секретную игру. Будучи компиляцией аркадных версий игр, версия на основе оригинальной игры не имеет режима мирового турне и дополнительных персонажей портативных версий, хотя она использует саундтрек из домашних версий. В версии на основе SFA3 Upper упомянутые персонажи присутствуют, и так как тема Балрога из оригинальной игры используется на одном уровней Байсона, то на уровне самого Балрога вместо неё используется тема персонажа из Hyper Street Fighter II: The Anniversary Edition.

## Оценки в игровой прессе
| Сводный рейтинг      | Сводный рейтинг | Сводный рейтинг | Сводный рейтинг | Сводный рейтинг | Сводный рейтинг |
| Издание              | Оценка          | Оценка          | Оценка          | Оценка          | Оценка          |
| Издание              | Dreamcast       | GBA             | PS              | PSP             | Saturn          |
| -------------------- | --------------- | --------------- | --------------- | --------------- | --------------- |
| GameRankings         | 86,48 %         | 83,59 %         | 90,28 %         | 80,76 %         | N/A             |
| Metacritic           | N/A             | N/A             | 93 %            | N/A             | N/A             |
| Иноязычные издания   |                 |                 |                 |                 |                 |
| Издание              | Оценка          | Оценка          | Оценка          | Оценка          | Оценка          |
| Издание              | Dreamcast       | GBA             | PS              | PSP             | Saturn          |
| AllGame              | [ 11 ]          | N/A             | [ 12 ]          | N/A             | N/A             |
| CVG                  | [ 13 ]          | N/A             | [ 14 ]          | N/A             | N/A             |
| Famitsu              | 33 / 40         | N/A             | 32 / 40         | N/A             | 32 / 40         |
| GameFan              | N/A             | N/A             | 288 / 300       | N/A             | N/A             |
| GamePro              | 4 / 5           | N/A             | 5 / 5           | N/A             | N/A             |
| GameSpot             | 9 / 10          | N/A             | 8 / 10          | N/A             | N/A             |
| IGN                  | 9,5 / 10        | N/A             | 9,3 / 10        | N/A             | N/A             |
| OPM                  | N/A             | N/A             | [ 25 ]          | N/A             | N/A             |
| Dreamcast Magazine   | 27 / 30         | N/A             | N/A             | N/A             | N/A             |
| PlayStation Magazine | N/A             | N/A             | 9 / 10          | N/A             | N/A             |
| Награды              |                 |                 |                 |                 |                 |
| Издание              | Награда         | Награда         | Награда         | Награда         | Награда         |
| PSM                  | Starplayer      | Starplayer      | Starplayer      | Starplayer      | Starplayer      |

При выходе, журнал Famitsu присвоил версии игры для Sega Saturn 30 баллов из 40. Версия для Dreamcast была оценена чуть лучше, получив 33 балла из 40. В рецензии британского PSM, оценившого игру в 9 баллов из 10, также сказано, что SFA3 пережила бы Tekken 3, замечая, что «единственное, что бросает тень на игру, это графика. Так что, если вы цените геймплей в игре больше, нежели текстурно-наложенные полигоны, то можете поставить игре все 10 баллов».